# Jacek Wiesiołowski
Jacek Wiesiołowski (ur. 23 stycznia 1940 w Żywcu, zm. 16 lipca 2016 w Poznaniu) – polski historyk, profesor nauk humanistycznych.

## Życiorys
Uczył się w III LO im. Marcina Kasprzaka w Poznaniu. W 1962 ukończył studia na Wydziale Filozoficzno-Historycznym Uniwersytetu im. Adama Mickiewicza w Poznaniu, gdzie też w 1966 uzyskał stopień doktora nauk historycznych. Habilitował się w 1981 na UAM na podstawie rozprawy Socjotopografia późnośredniowiecznego Poznania, od 1992 profesor. Przez 15 lat był pracownikiem Biblioteki Kórnickiej, gdzie kierował działem rękopisów. Od 1977 był pracownikiem Instytutu Historii im. Tadeusza Manteuffla PAN. W 1987 powrócił do Poznania. W latach 1990–1998 był radnym Miasta Poznania. Był wykładowcą w Wyższej Szkole Zarządzania i Bankowości w Poznaniu. Prezes Poznańskiego Towarzystwa Przyjaciół Nauk (2005-2011) i wieloletni (1990-2015) redaktor naczelny „Kroniki Miasta Poznania”. Był też prezesem oddziału poznańskiego Towarzystwa Przyjaźni Polsko–Francuskiej, a także współzałożycielem i prezesem Towarzystwa Przyjaciół Biblioteki Raczyńskich. Laureat Nagrody Naukowej Miasta Poznania za 2002 r.
Pochowany na cmentarzu św. Jana Vianneya w Poznaniu.

## Niektóre publikacje
- Inwentarz rękopisów Biblioteki Kórnickiej PAN Poznań 1965
- Kolekcje historyczne w Polsce średniowiecznej XIV-XV wieku Ossolineum 1967
- Inkunabuły Biblioteki Kórnickiej Biblioteka Kórnicka 1968
- Katalog rękopisów staropolskich Biblioteki Kórnickiej XVI-XVIII w. Ossolineum 1971
- Ambroży Pampowski – starosta Jagiellonów: z dziejów awansu społecznego na przełomie średniowiecza i odrodzenia 1976
- Socjotopografia późnośredniowiecznego Poznania PTPN 1997 ISBN 83-7063-185-1.
- Pieczęcie i herb Solca Kujawskiego: zarys historyczny 2000
- Kronika Jezuitów poznańskich (młodsza) [współautorstwo] 2004 ISBN 83-89525-81-X.
- Kronika Reformatów poznańskich 2006 ISBN 83-89525-44-5.